# Baeotis bacaenis
Baeotis bacaenis is een vlindersoort uit de familie van de prachtvlinders (Riodinidae), onderfamilie Riodininae.
Baeotis bacaenis werd in 1874 beschreven door Hewitson.